# Diocese de Montenegro
A Diocese de Montenegro (Dioecesis Nigromontana) é uma divisão territorial da Igreja Católica Apostólica Romana no estado brasileiro do Rio Grande do Sul. É uma diocese de rito latino sufragada na província eclesiástica de sua mãe, a Arquidiocese Metropolitana de Porto Alegre no estado do Rio Grande do Sul, no sul do Brasil.
A catedral episcopal é a Catedral de São João Batista, dedicada a João Batista na cidade de Montenegro.
Foi criada a 2 de julho de 2008 pelo Papa Bento XVI, desmembrada da Arquidiocese de Porto Alegre. A instalação se deu no dia 6 de setembro de 2008, com a posse de seu primeiro bispo, Dom Paulo Antônio De Conto. Na ocasião, a Igreja Matriz São João Batista foi elevada à categoria de catedral.

## Bispos
|                 | Nome                            | Período   | Notas         |
| Bispos          | Bispos                          | Bispos    | Bispos        |
| --------------- | ------------------------------- | --------- | ------------- |
| 2º              | Carlos Rômulo Gonçalves e Silva | 2017 -    | Atual         |
| 1º              | Paulo Antônio de Conto          | 2008-2017 | bispo emérito |
| Bispo coadjutor |                                 |           |               |
|                 | Carlos Rômulo Gonçalves e Silva | 2017      |               |
|                 |                                 |           |               |